# Aglais parvilunulata
Aglais parvilunulata är en fjärilsart som beskrevs av Raynor 1909. Aglais parvilunulata ingår i släktet Aglais och familjen praktfjärilar. Inga underarter finns listade i Catalogue of Life.